# Sigrid Wolf
Sigrid Wolf (Breitenwang, 14 de febrero de 1964) es una deportista austríaca que compitió en esquí alpino; campeona olímpica en Calgary 1988.
Participó en los Juegos Olímpicos de Calgary 1988, obteniendo una medalla de oro en la prueba de supergigante.
Ganó una medalla de plata en el Campeonato Mundial de Esquí Alpino de 1989, en la prueba de supergigante. 
En 1996 recibió la Condecoración de Honor de Oro de la Orden al Mérito de la República de Austria. Fue nombrada «Deportista femenina del año» en su país en 1987 y 1988.

## Palmarés internacional
| Juegos Olímpicos   | Juegos Olímpicos      | Juegos Olímpicos | Juegos Olímpicos |
| Año                | Lugar                 | Medalla          | Prueba           |
| ------------------ | --------------------- | ---------------- | ---------------- |
| 1988               | Calgary (Canadá)      | Medalla de oro   | Supergigante     |
| Campeonato Mundial |                       |                  |                  |
| Año                | Lugar                 | Medalla          | Prueba           |
| 1989               | Vail (Estados Unidos) | Medalla de plata | Supergigante     |